# Indre-et-Loire
Indre-et-Loire (oznaka 37) je departma v osrednji Franciji, imenovan po rekah Indre in Loari (francosko Loire), ki tečeta skozenj. Nahaja se v regiji Center.

## Zgodovina
Departma je bil ustanovljen v času francoske revolucije 4. marca 1790 iz dela nekdanje province Touraine.

## Geografija
Indre-et-Loire leži v zahodnem delu regije Center. Na vzhodu meji na departmaja Loir-et-Cher in Indre, na jugu na departma regije Poitou-Charentes Vienne, na zahodu in severu pa na departmaja Maine-et-Loire in Sarthe (regija Loire).